# Voetbal op de Olympische Jeugdzomerspelen 2010
Voetbal is een van de sporten die beoefend werden tijdens de Olympische Jeugdzomerspelen 2010 in Singapore. De wedstrijden werden gespeeld van 12 tot en met 25 augustus in het Jalan Besarstadion. Er was een jongens- en een meisjestoernooi. Er werd in beide toernooien gespeeld met zes landen, die verdeeld werden in twee groepen van drie. De top twee plaatste zich voor de halve finales.

## Deelnemers
De voetballers moesten in 1995 geboren zijn. Elk deelnemend land mocht 18 spelers selecteren. De continentale voetbalconfereraties konden elk een land ter goedkeuring aan de FIFA en het IOC voordragen, of een kwalificatietoernooi organiseren. Alleen de UEFA organiseerde een kwalificatietoernooi, de overige confederaties kozen ervoor deelnemers te nomineren.
Gezien over alle teamsporten behalve basketbal, mocht elk land slechts met 1 jongens- en 1 meisjesteam deelnemen.

## Kalender
| Augustus | 12 | 13 | 14 | 15 | 16 | 17 | 18 | 19 | 20 | 21 | 22 | 23 | 24 | 25 | 26 |
| -------- | -- | -- | -- | -- | -- | -- | -- | -- | -- | -- | -- | -- | -- | -- | -- |
| Voetbal  |    |    |    |    |    |    |    |    |    |    |    |    | 1  | 1  |    |

|  | Competitie |  | Finale |

## Medailles
| Discipline | Goud    | Zilver             | Brons     |
| ---------- | ------- | ------------------ | --------- |
| Jongens    | Bolivia | Haïti              | Singapore |
|            |         |                    |           |
| Meisjes    | Chili   | Equatoriaal-Guinea | Turkije   |

### Medailleklassement
| Plaats | Land               | NOC    | Goud | Zilver | Brons | Totaal |
| ------ | ------------------ | ------ | ---- | ------ | ----- | ------ |
| 1      | Bolivia            | BOL    | 1    | 0      | 0     | 1      |
| 1      | Chili              | CHI    | 1    | 0      | 0     | 1      |
| 3      | Equatoriaal-Guinea | GEQ    | 0    | 1      | 0     | 1      |
| 3      | Haïti              | HAI    | 0    | 1      | 0     | 1      |
| 5      | Singapore          | SIN    | 0    | 0      | 1     | 1      |
| 5      | Turkije            | TUR    | 0    | 0      | 1     | 1      |
| Totaal | Totaal             | Totaal | 2    | 2      | 2     | 6      |